# Província de Loja
Loja és una de les 22 províncies de l'Equador, a l'extrem sud dels Andes equatorians. Té 440.000 habitants, 220.000 urbans i 220.000 rurals. La superfície de la província de Loja és d'11.000 km² i la seva capital és Loja. Dins d'aquesta província és especialment coneguda la vall de Vilcabamba, a 50 km de Loja, famosa per la suposada longevitat dels seus habitants. Pel que fa a l'ecologia cal destacar l'important Parc Nacional Podocarpus. La província consta de 16 cantons (capital entre parèntesis):
- Calvas (Cariamanga)
- Catamayo (Catamayo)
- Célica (Célica)
- Chaguarpamba (Chaguarpamba)
- Espíndola (Amaluza)
- Gonzanamá (Gonzanamá)
- Loja (Loja)
- Macará (Macará)
- Olmedo (Olmedo)
- Paltas (Catacocha)
- Pindal (Pindal)
- Puyango (Alamor)
- Quilanga (Quilanga)
- Saraguro (Saraguro)
- Sozoranga (Sozoranga)
- Zapotillo (Zapotillo)